# 大口小庸鰈
大口小庸鰈為輻鰭魚綱鰈形目鰈亞目牙鮃科的其中一種，為亞熱帶海水魚，分布於東太平洋區，從美國加州至加利福尼亞灣海域，棲息深度30-137公尺，體長可達40公分，棲息在底層水域，生活習性不明，可作為食用魚。

## 扩展阅读
維基物種上的相關：大口小庸鰈